# Hug el Negre
Hug de Borgonya dit Hug el Negre (891 - 952) fou duc de Borgonya (923-952), comte de Varais i Ultra Saona, de Mâcon, d'Autun, comte i marquès de Provença el 936 i duc a Borgonya de 923 a 952. Se l'esmenta també com Beaune i de Nevers

## Família
Nasqué el 890 sent fill de Ricard II de Borgonya i la seva esposa Adelaida d'Auxerre filla de Conrad de Borgonya comte d'Auxerre i marquès de Transjurana; Era net per línia paterna del noble Biví, fill possiblement de Bosó el Vell. Fou germà de Raül I de Borgonya, al qual succeí al ducat.
|                                        |                                        |                                        |                                        |                                        |                                        |                      |                      |                                                   |                       | Biví comte            | Biví comte            | Biví comte            | Biví comte            | Biví comte | Biví comte |                                          |                                          |                                          |                                          |                                          |                                          |  |  |                                  |                                  |                                  |                                  | Conrad II marquès de Transjurane | Conrad II marquès de Transjurane | Conrad II marquès de Transjurane | Conrad II marquès de Transjurane | Conrad II marquès de Transjurane | Conrad II marquès de Transjurane |                               |                               |                               |                               |  |  |  |  |  |  |  |  |  |  |  |  |  |  |  |  |  |  |  |  |  |  |  |  |  |  |  |  |  |  |  |  |
|                                        |                                        |                                        |                                        |                                        |                                        |                      |                      |                                                   |                       | Biví comte            | Biví comte            | Biví comte            | Biví comte            | Biví comte | Biví comte |                                          |                                          |                                          |                                          |                                          |                                          |  |  |                                  |                                  |                                  |                                  | Conrad II marquès de Transjurane | Conrad II marquès de Transjurane | Conrad II marquès de Transjurane | Conrad II marquès de Transjurane | Conrad II marquès de Transjurane | Conrad II marquès de Transjurane |                               |                               |                               |                               |  |  |  |  |  |  |  |  |  |  |  |  |  |  |  |  |  |  |  |  |  |  |  |  |  |  |  |  |  |  |  |  |
|                                        |                                        |                                        |                                        |                                        |                                        |                      |                      |                                                   |                       |                       |                       |                       |                       |            |            |                                          |                                          |                                          |                                          |                                          |                                          |  |  |                                  |                                  |                                  |                                  |                                  |                                  |                                  |                                  |                                  |                                  |                               |                               |                               |                               |  |  |  |  |  |  |  |  |  |  |  |  |  |  |  |  |  |  |  |  |  |  |  |  |  |  |  |  |  |  |  |  |
|                                        |                                        |                                        |                                        | Bosó rei de Provença                   | Bosó rei de Provença                   | Bosó rei de Provença | Bosó rei de Provença | Bosó rei de Provença                              | Bosó rei de Provença  |                       |                       |                       |                       |            |            | Ricard el Justicier duc dels borgonyons  | Ricard el Justicier duc dels borgonyons  | Ricard el Justicier duc dels borgonyons  | Ricard el Justicier duc dels borgonyons  | Ricard el Justicier duc dels borgonyons  | Ricard el Justicier duc dels borgonyons  |  |  | Adelaida de Borgonya             | Adelaida de Borgonya             | Adelaida de Borgonya             | Adelaida de Borgonya             | Adelaida de Borgonya             | Adelaida de Borgonya             |                                  |                                  | Rodolf I rei d'Alta Borgonya     | Rodolf I rei d'Alta Borgonya     | Rodolf I rei d'Alta Borgonya  | Rodolf I rei d'Alta Borgonya  | Rodolf I rei d'Alta Borgonya  | Rodolf I rei d'Alta Borgonya  |  |  |  |  |  |  |  |  |  |  |  |  |  |  |  |  |  |  |  |  |  |  |  |  |  |  |  |  |  |  |  |  |
|                                        |                                        |                                        |                                        | Bosó rei de Provença                   | Bosó rei de Provença                   | Bosó rei de Provença | Bosó rei de Provença | Bosó rei de Provença                              | Bosó rei de Provença  |                       |                       |                       |                       |            |            | Ricard el Justicier duc dels borgonyons  | Ricard el Justicier duc dels borgonyons  | Ricard el Justicier duc dels borgonyons  | Ricard el Justicier duc dels borgonyons  | Ricard el Justicier duc dels borgonyons  | Ricard el Justicier duc dels borgonyons  |  |  | Adelaida de Borgonya             | Adelaida de Borgonya             | Adelaida de Borgonya             | Adelaida de Borgonya             | Adelaida de Borgonya             | Adelaida de Borgonya             |                                  |                                  | Rodolf I rei d'Alta Borgonya     | Rodolf I rei d'Alta Borgonya     | Rodolf I rei d'Alta Borgonya  | Rodolf I rei d'Alta Borgonya  | Rodolf I rei d'Alta Borgonya  | Rodolf I rei d'Alta Borgonya  |  |  |  |  |  |  |  |  |  |  |  |  |  |  |  |  |  |  |  |  |  |  |  |  |  |  |  |  |  |  |  |  |
|                                        |                                        |                                        |                                        |                                        |                                        |                      |                      |                                                   |                       |                       |                       |                       |                       |            |            |                                          |                                          |                                          |                                          |                                          |                                          |  |  |                                  |                                  |                                  |                                  |                                  |                                  |                                  |                                  |                                  |                                  |                               |                               |                               |                               |  |  |  |  |  |  |  |  |  |  |  |  |  |  |  |  |  |  |  |  |  |  |  |  |  |  |  |  |  |  |  |  |
|                                        |                                        |                                        |                                        |                                        |                                        |                      |                      |                                                   |                       |                       |                       |                       |                       |            |            |                                          |                                          |                                          |                                          |                                          |                                          |  |  |                                  |                                  |                                  |                                  |                                  |                                  |                                  |                                  |                                  |                                  |                               |                               |                               |                               |  |  |  |  |  |  |  |  |  |  |  |  |  |  |  |  |  |  |  |  |  |  |  |  |  |  |  |  |  |  |  |  |
| Lluís III el Cec rei de Baixa Borgonya | Lluís III el Cec rei de Baixa Borgonya | Lluís III el Cec rei de Baixa Borgonya | Lluís III el Cec rei de Baixa Borgonya | Lluís III el Cec rei de Baixa Borgonya | Lluís III el Cec rei de Baixa Borgonya |                      |                      | Ermengarda x Manassès                             | Ermengarda x Manassès | Ermengarda x Manassès | Ermengarda x Manassès | Ermengarda x Manassès | Ermengarda x Manassès |            |            | Raül duc dels borgonyons rei dels francs | Raül duc dels borgonyons rei dels francs | Raül duc dels borgonyons rei dels francs | Raül duc dels borgonyons rei dels francs | Raül duc dels borgonyons rei dels francs | Raül duc dels borgonyons rei dels francs |  |  | Hug el Negre duc dels borgonyons | Hug el Negre duc dels borgonyons | Hug el Negre duc dels borgonyons | Hug el Negre duc dels borgonyons | Hug el Negre duc dels borgonyons | Hug el Negre duc dels borgonyons |                                  |                                  | Rodolf II rei d'Alta Borgonya    | Rodolf II rei d'Alta Borgonya    | Rodolf II rei d'Alta Borgonya | Rodolf II rei d'Alta Borgonya | Rodolf II rei d'Alta Borgonya | Rodolf II rei d'Alta Borgonya |  |  |  |  |  |  |  |  |  |  |  |  |  |  |  |  |  |  |  |  |  |  |  |  |  |  |  |  |  |  |  |  |
| Lluís III el Cec rei de Baixa Borgonya | Lluís III el Cec rei de Baixa Borgonya | Lluís III el Cec rei de Baixa Borgonya | Lluís III el Cec rei de Baixa Borgonya | Lluís III el Cec rei de Baixa Borgonya | Lluís III el Cec rei de Baixa Borgonya |                      |                      | Ermengarda x Manassès                             | Ermengarda x Manassès | Ermengarda x Manassès | Ermengarda x Manassès | Ermengarda x Manassès | Ermengarda x Manassès |            |            | Raül duc dels borgonyons rei dels francs | Raül duc dels borgonyons rei dels francs | Raül duc dels borgonyons rei dels francs | Raül duc dels borgonyons rei dels francs | Raül duc dels borgonyons rei dels francs | Raül duc dels borgonyons rei dels francs |  |  | Hug el Negre duc dels borgonyons | Hug el Negre duc dels borgonyons | Hug el Negre duc dels borgonyons | Hug el Negre duc dels borgonyons | Hug el Negre duc dels borgonyons | Hug el Negre duc dels borgonyons |                                  |                                  | Rodolf II rei d'Alta Borgonya    | Rodolf II rei d'Alta Borgonya    | Rodolf II rei d'Alta Borgonya | Rodolf II rei d'Alta Borgonya | Rodolf II rei d'Alta Borgonya | Rodolf II rei d'Alta Borgonya |  |  |  |  |  |  |  |  |  |  |  |  |  |  |  |  |  |  |  |  |  |  |  |  |  |  |  |  |  |  |  |  |
|                                        |                                        |                                        |                                        |                                        |                                        |                      |                      | Gilbert de Chalon comte principal dels borgonyons |                       |                       |                       |                       |                       |            |            |                                          |                                          |                                          |                                          |                                          |                                          |  |  |                                  |                                  |                                  |                                  |                                  |                                  |                                  |                                  |                                  |                                  |                               |                               |                               |                               |  |  |  |  |  |  |  |  |  |  |  |  |  |  |  |  |  |  |  |  |  |  |  |  |  |  |  |  |  |  |  |  |

## Ducat de Borgonya
Abans de 914 apareix al front del comtat de Varais, proper de Besançon. Segons alguns, hauria estat una herència del seu pare. Es va crear posteriorment un important domini entre el Lionès i els comtats de més enllà del riu Saona, el futur Franc Comtat) amb el consentiment de Lluís III el Cec, rei de Borgonya Cisjurana o d'Arle, (Baixa Borgonya o Provença) que era el seu cosí germà que el qualificava en un diploma del 920 de Hugo inclitus comes et marchio, nosterque fidelis et propinquus. Com que els seus domunis de més ennlà del Saona estavan igualment en el regne de Borgonya Transjurana (o Alta Borgonya) probablement també tenia el consentiment d'un altre cosí germà, Rodolf II, rei de Borgonya Transjurana i després de les Dues Borgonyes el 934.
Amb el seu germà Raül, duc dels borgonyons, va combatre a Carles el Simple, rei de França i va derrotar el favorit d'aquest darrer, Haganon, el juny de 922. Els grans del regne van proclamar llavors la deposició de Carles el Simple i van elegir rei al robertí Robert I. L'any següent, aquest darrer va morir en la batalla de Soissons i els grans del regne van elegir a Raül, com rei dels Francs. Raül es va haver de desfer llavors (923) dels seus feus que va transmetre al seu germà Hug. El 931, el rei de Borgonya el va nomenar marquès de Lió i comte de Mâcon.
À la mort de Raül, el seu cunyat Hug el Gran, duc dels francs i fill de Robert I, inquiet de la seva potència territorial, va posar al tron a Lluís IV d'Ultramar, fill de Carles el Simple, i li va imposar la partició del ducat de Borgonya. Llavors Hug va perdre principalment els comtats de Troyes, Langres i Sens, separats de Borgonya. Hug el Negre va refusar reconèixer a Lluís d'Ultramar com a rei, i no el va acceptar fins a la tarddor del 938. A aquesta època el rei Rodolf II de Borgonya l'havia nomenat comte i marquès de Provença però això podria ser només un títol nominal, ja que era el comte Hug d'Arle el que tenia el poder efectiu a Provença.
No se li coneix esposa ni fills. Va morir el 17 de desembre del 952 i fou enterrat a Besançon. El seu principal lloctinent, Gilbert de Chalon, el va succeir, sense que es pugui afirmar que estava casat amb una filla del difunt o amb una germana, sinó que més aviat sembla fill d'una cosina germana.